# Rembold (Dompropst)
Rembold war von 1206 bis 1238 Dompropst des Domkapitel Münster. 

## Leben
Er stammte möglicherweise aus der Familie der Edelherren von Grafschaft. Zwischen 1203 und 1204 ist er als Domkantor nachweisbar. Seit 1206 erscheint er in den Urkunden als Dompropst. Gleichzeitig war er Pastor von Billerbeck. Häufig erscheint er als Zeuge in Urkunden von Bischof Otto I. von Oldenburg. 
Papst Honorius III. beauftragte ihn 1218 zusammen mit zwei anderen Geistlichen aus Münster Probleme im Bistum Utrecht zu beseitigen. Kurze Zeit später wurden sie erneut vom Papst mit einer Mission beauftragt. Diesmal ging es um einen Streit zwischen dem Domdechanten des Bistums Hildesheim und dem Bischof von Paderborn um den Besitz der Propstei Nienkerken bei Corvey. 
Er taucht in der Folge in zahlreichen weiteren Urkunden auf. Er schlichtete 1226 einen Streit zwischen einem Ritter und dem Kloster Clarholz um eine Mühle bei Gimbte. Zusammen mit Bischof und Domkapitel bestätigte er 1232 dem Kloster Marienfeld den Besitz der Pfarrkirche in Harsewinkel. Er war Zeuge bei der Stiftung einer Familienmemorie durch Bischof Ludolf von Holte und seiner Brüder im Kloster Bersenbrück. 
Im Jahr 1237 wurde er und ein weiterer Geistlicher von Bischof Ludolf damit beauftragt einen Vertrag zwischen der Stadt Bremen auf der einen Seite und Bischof Gerhard II. zur Lippe und dem Bremer Domkapitel auf der anderen Seite zu bestätigen und die Einhaltung zu überwachen.
Er versuchte mehrere Obödienzen für sich zu behalten und andere einem Neffen zu übertragen. Der Propst musste zwar schließlich die Unrechtmäßigkeit zugestehen, durfte aber drei der genannten Sondervermögen auf Lebenszeit behalten. Zu seiner Zeit setzte im Domkapitel erkennbar der Wechsel von der Natural- zur Geldwirtschaft ein.
Vor seinem Tod war Rembold offenbar bereits von seinem Amt zurückgetreten. Als Todesjahr kommen 1242 und 1246 in Frage.